# عبدالحمید عماری
عبدالحمید عماری (عربی: عبد الحميد السعودي؛ زادهٔ ۲۴ اوت ۱۹۸۴) بازیکن فوتبال اهل سودان بود.
از باشگاه‌هایی که در آن بازی کرده‌است می‌توان به باشگاه فوتبال المریخ اشاره کرد.
وی همچنین در تیم ملی فوتبال سودان بازی کرده‌است.